# ヘイシャム原子力発電所
ヘイシャム発電所(英語: Heysham Power Station)は、イギリス、ランカシャー、ヘイシャムに存在する原子力発電所。運営はフランス電力（EDF）傘下のブリティッシュ・エナジー社が行っている。発電所の運営は2つに分割されており、片方についてはヘイシャムA発電所やヘイシャム第1発電所などと呼ばれる。両方が改良型ガス冷却炉であり、それぞれ2基ずつの原子炉を保有する。2009年1月、EDFエネルギーはブリティッシュ・エナジーを買収し、発電所はEDFの所有となっている。
2010年10月18日、英国政府はヘイシャムは次期の原子力発電所に適すると考えられる8箇所の一つであると発表した。

## 建設

### ヘイシャムA発電所
ヘイシャムA発電所の建設は、イングリッシュ・エレクトリック、バブコック・インターナショナル、テイラー・ウッドロウを背景とする協会である英国原子力設計建設(British Nuclear Design & Construction)によって行われ、1970年に建設が開始され、1号機の商用運転は1983年に開始され、2号機は1984年に運転が開始された。しかし、初期の生産水準は低く、完全な商用運転は1989年に宣言された。運転は2019年まで続けられる予定であり、発電容量は1150MWeである。原子炉は国家原子力会社が供給、タービンはゼネラル・エレクトリック・カンパニーが製造した。
ヘイシャムAの原子炉設計は交換可能ポッドボイラー設計を導入したハートルプール原子力発電所と共有している。CEGBは資本費を減らすために2つの先行した発電所であるヒンクリーポイントBやハンターストンBとの設計と比較してヘイシャムAやハートルプール発電所の原子炉施設域はコンパクトな設計を指定した。しかし、これによってアクセスが制限され工事が遅延、費用はより高額化した。この教訓からヘイシャムB発電所の原子炉施設域は発電容量が同じであってもヘイシャムA発電所より面積が大きくなった。

### ヘイシャムB発電所

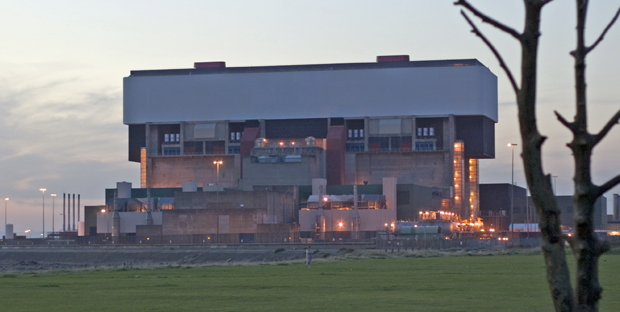
ヘイシャムB

建設は国家原子力会社(National Nuclear Corporation)として知られる協会によって実施され、1979年に建設が開始し、1988年には運転が始まった。発電容量は1250MWeで、最低でも2023年までは稼動を続けることが予定されている。2号機の原子炉設計はトーネス原子力発電所と同様であり、原子炉設計の開発はヒンクリーポイントB原子力発電所に使われた。原子炉は国家原子力会社が供給し、タービンはノーザン・エンジニアリング・インダストリーズが製造した。

## 原子炉
| 原子炉                       | 原子炉形式 | 正味発電量 | 総発電量 | 建設開始      | 送電開始       | 商用運転     | 停止         |
| ---------------------------- | ---------- | ---------- | -------- | ------------- | -------------- | ------------ | ------------ |
| ヘイシャムA1号機(Heysham-A1) | AGR        | 585 MW     | 625 MW   | 1970年12月1日 | 1983年7月9日   | 1989年4月1日 | (2019年予定) |
| ヘイシャムA2号機(Heysham-A2) | AGR        | 575 MW     | 625 MW   | 1970年12月1日 | 1984年10月11日 | 1989年4月1日 | (2019年予定) |
| ヘイシャムB1号機(Heysham-B1) | AGR        | 620 MW     | 680 MW   | 1980年8月1日  | 1988年7月12日  | 1989年4月1日 | (2023年予定) |
| ヘイシャムB2号機(Heysham-B2) | AGR        | 620 MW     | 680 MW   | 1980年8月1日  | 1988年11月11日 | 1989年4月1日 | (2023年予定) |

## 註
1. ↑  “Nuclear power: Eight sites identified for future plants”. BBC News (BBC). (2010年10月18日) 2010年10月18日閲覧。
2. 1 2  The UK Magnox and AGR Power Station Projects[リンク切れ]
3. 1 2  Nuclear Power Plants in the UK
4. ↑  Power Reactor Information System der IAEO: „United Kingdom of Great Britain and Northern Ireland: Nuclear Power Reactors“ (englisch)